# Estación de Sotiello
Sotiello es una estación de ferrocarril situada en el municipio español de Gijón en el Principado de Asturias. Forma parte de la red de vía estrecha operada por Renfe Operadora a través su división comercial Renfe Cercanías AM. Está integrada dentro del núcleo de Cercanías Asturias como parte de la línea C-5 (antigua F-5) entre Laviana y Gijón. 

## Situación ferroviaria
Se encuentra en el punto kilométrico 6,44 de la línea férrea de ancho métrico que une Gijón con Laviana a 27,3 metros de altitud. El tramo es de vía única electrificada. Es también el punto de partida de un ramal que acaba en el puerto de El Musel.

## Historia
Las instalaciones ferroviarias fueron abiertas al tráfico el 25 de agosto de 1852 con la apertura del tramo Gijón-Pinzales, de la línea Gijón-Sama que se completó el 12 de julio de 1856. Las obras corriendo a cargo de la Compañía del Ferrocarril de Langreo, dando lugar a lo que habitualmente se conoce como Ferrocarril de Langreo. Este línea fue una de las primeras en inaugurarse en España. Lo hizo inicialmente con clara vocación minera para dar salida al carbón del Valle de Langreo al puerto de Gijón y usando un ancho de vía internacional que resultaría atípico al generalizarse posteriormente el ancho ibérico.
Si bien se plantearon numerosos ramales a la línea, estos tardaron en concretarse. El ramal al puerto de El Musel, que nace de la propia estación no lo hizo hasta 1907.
El 12 de junio de 1972, la difícil situación económica de la compañía que gestionaba el recinto supuso su cesión al Estado. FEVE pasó entonces a ser titular de las instalaciones. En 1983 se decidió un cierre temporal para adaptar la línea al ancho métrico usado por la compañía estatal en su red. Feve mantuvo la gestión hasta que en 2013 la explotación fue atribuida a Renfe Operadora y las instalaciones a Adif.

## La estación
Se encuentra al norte de Sotiello, barrio de la parroquia de Cenero. El edificio para viajeros es una estructura de dos alturas y planta rectangular recubierta por un tejado de teja de cuatro vertientes. Luces vanos de medio punto en la parte baja y adintelados en la superior. Dispone de dos andenes uno lateral y otro central a los que acceden cuatro vías. 

## Servicios ferroviarios

### Cercanías
Forma parte de la línea C-5 de Cercanías Asturias. La frecuencia media es de un tren cada 60 minutos. La frecuencia disminuye durante los fines de semana y festivos.
| procedencia/destino | < estación       | Línea | estación > | destino/procedencia |
| ------------------- | ---------------- | ----- | ---------- | ------------------- |
| Gijón               | Tremañes-Langreo |       | Pinzales   | Laviana             |